# روبرت دبليو. لويس
روبرت دبليو. لويس (بالإنجليزية: Robert W. Lewis)‏ هو سياسي أمريكي، ولد في 15 ديسمبر 1951. حزبياً، نشط في الحزب الجمهوري. وقد انتخب عضو مجلس نواب فيرمونت.